# У (опера)
У (англ. ʼuʼ ([ʔuʔ]), начинающаяся и заканчивающаяся гортанной смычкой) — первая опера на клингонском языке, объявленная «первой подлинной клингонской оперой на Земле». Написана Ифом ван Брином на либретто Киса Лигтелина и Марка Окранд под художественным руководством Флориса Шёнфельда. История «Основана на эпической легенде о «Кахлессе Незабываемом», мессианской фигуре в истории вымышленных клингонов.
Премьера оперы в Гааге 10 сентября 2010 года прошла с успехом, и с тех пор опера несколько раз исполнялась.

## Предыстория
Клингонский язык придуман актёром Джеймсом Духаном, сыгравшим Монтгомери Скотта («Скотти») в оригинальном телесериале «Звёздный путь» для фильма 1979 года «Звёздный путь». Он создал несколько резко звучащих слов для клингонских персонажей. Продюсеры наняли лингвиста Марка Окранда для сиквелов, чтобы превратить его в полноценный язык со своим уникальным словарным запасом, грамматикой и идиомами. Окранд разработал язык так, чтобы он звучал «инопланетно», используя ряд типологически необычных особенностей. По мере того как клингонские персонажи становились все более важными в более поздних фильмах и телесериалах «Звёздного пути», Окранд продолжал расширять язык, и он стал разговорным языком, на котором многие свободно говорят.

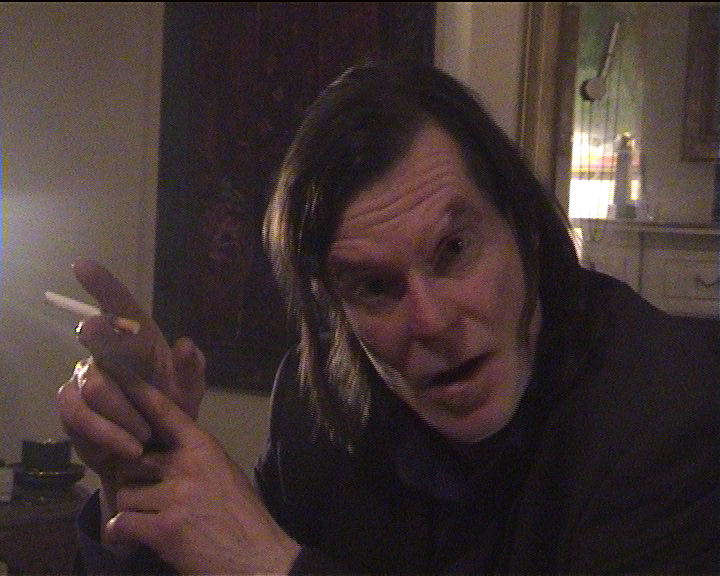
Анри ван Зантен, «Мастер Крика»

Как показано в «Звёздном пути», клингоны - страстные любители оперы. Согласно официальной веб-странице оперы, «клингонская опера использует принцип музыкального боя. Красота в клингонской музыке возникает из-за воздействия двух противоборствующих сил». Название «У» переводится на английский как «вселенная» или «универсальная».
Опера ставилась с 2008 года в Европе и в Центре исполнительских искусств Уотермилл в Уотермилл, Нью-Йорк. Художественный руководитель и постановщик, а также «главный исследователь» проекта «У» Клингонского ансамбля терранских исследований (KTRE) Флорис Шенфельд тщательно изучил все упоминания и примеры клингонской оперы в различных воплощениях «Звёздного пути», чтобы создать оперу настолько «аутентичной», насколько это возможно, следуя условностям клингонской боевой оперы. Он создал «древний трактат» под названием paqʼjachchuʼ, или «книга идеального крика», как «теоретическую рукопись клингонской музыки». KTRE создала «местные» клингонские музыкальные инструменты, в том числе перкуссию, духовые и струнные, разработанные Ксавьером ван Вершем, для сопровождения оперы.
Реклама включала лекции и выступления Шенфельда и KTRE на съездах научной фантастики и в других местах. 18 апреля 2010 года Окранд от имени KTRE передал сообщение с радиотелескопа CAMRAS с гипотетическими координатами Кроноса, родной планеты клингонов, в Арктуре. Сообщение на клингонском языке приглашало клингонов посетить оперу, хотя сообщение, по-видимому, не достигло планеты вовремя для представления, поскольку Кронос находится в 36 световых годах от Земли.

## Показ и критика
Официальный дебют оперы состоялся в театре Zeebelt в Гааге, Нидерланды, 10 сентября 2010 г. (после предварительного просмотра накануне) и повторился ограниченным блоком из четырёх представлений. Голландский художник Анри ван Зантен озвучил оперу как Мастер Крика. Опера была поставлена Zeebelt и KTRE, которая связана с отделом ArtScience Королевской Консерватории в Гааге.
Реакция публики после предварительного просмотра была восторженной, и на премьере, на которой присутствовал Марк Окранд, билеты были распроданы. Директор Фонда водяных мельниц Берда Хоффмана прокомментировал: «Я нашел результат довольно захватывающим, интересным и странным». Опера была повторена позже, в сентябре 2010 года, на встрече фан-клуба «Звёздного пути» с Кетлопом в Фарнсберге, недалеко от Бад-Брюкенау, Германия, «для клингонской аудитории». Он был исполнен снова 23 и 24 ноября в Театре Фраскати в Амстердаме. В 2011 году опера была исполнена на оперном фестивале Voi-Z в Зволле 5 апреля и на музыкальном фестивале Huygens в Лейдсендаме 28 мая.
Спектакли «У» прошли в Театре Zeebelt в Гааге 17 февраля 2012 года и в Риеке, Хорватия, 25 февраля 2012 года. Опера была исполнена в Берлине 22 февраля 2013 года.

## Краткое содержание

### Акт 1 – yav
Во время охоты со своим братом Моратом Кахлесс выражает гнев, когда Морат заставляет его упустить свою добычу. Кахлесс клянется отомстить за это унижение. Тиран Молор предлагает возвысить Мората до главы своего дома, если он предаст своего отца и отца Кахлесса. Морат соглашается. С людьми Молора Морат входит в дом своего отца, хватает свой меч и требует, чтобы его отец сдал дом. Когда его отец отказывается, Морат жестоко убивает своего отца. Кахлесс клянется восстановить честь своего отца. Он преследует Мората до вулкана Кристак. После битвы братьев Морат бросается в вулкан. Кахлесс выковывает первый Бат’лет (или «Меч чести») в вулкане из собственных волос.

### Акт 2 – raD
Печальный Кахлесс совершает эпическое путешествие в подземный мир. Там он воссоединяется со своим отцом и прощает брата. Он показывает им мок'бара, позволяя им вернуться в свои тела. Кортар, страж подземного мира, приходит в ярость, обнаружив, что две его души пропали без вести. Кахлесс поднимает войска для восстания против Молора. Он встречает свою настоящую любовь, леди Лукару, которая помогает ему, когда на него нападают люди Молора. Вместе они побеждают людей Молора и занимаются жестокой любовью в крови своих врагов.

### Акт 3 – QIH
У реки собрались войска. Калесс воодушевляет свои войска воодушевляющей речью. Прибывает Кортар, которого также волнуют благородные мотивы Кахлесса. Он соглашается присоединиться к битве и создать рай для клингонских воинов. Кейлесс, его отец и брат вместе сражаются против своих врагов. Последние двое убиты с честью, и предсмертный крик Кахлесса отправляет их на небеса. Калесс сталкивается с Молором и убивает его, вырезает его сердце и очищает его в реке, чтобы восстановить честь Молора. С помощью леди Лукары Кейлесс совершает ритуальное самоубийство; Предсмертный крик Лукары заставляет его присоединиться к отцу и брату. Клингоны объединились.

## Роли и первые исполнители
- Мастер крика (рассказчик) - Анри ван Зантен
- Кахлесс (контральто) – Тару Хуотари
- Котар, Отец и Молор (баритон) – Бен Кропп
- Морат и Лукара (меццо-сопрано) – Жаннет Хейзинга

### Общие ссылки
- u-theopera.org — официальный сайт У
- KTRE's website
- Photo of Klingon instruments used to accompany the opera
- Interview with ʼuʼ creator linking opera's debut with lessons of 9/11
- Feature on the opera from the Rachel Maddow Show

### Видео, связанные с оперой
- Scene from the opening night performance на YouTube, September 2010
- Snippets of the opera and interviews, September 2010, BBC News
- "Recreating the primal sound of Klingon opera" на YouTube, July 2008
- Klingon broadcast to Qoʼnos: Invitation to attend the opera на YouTube, April 2010